# مركز تنسيق الإنقاذ

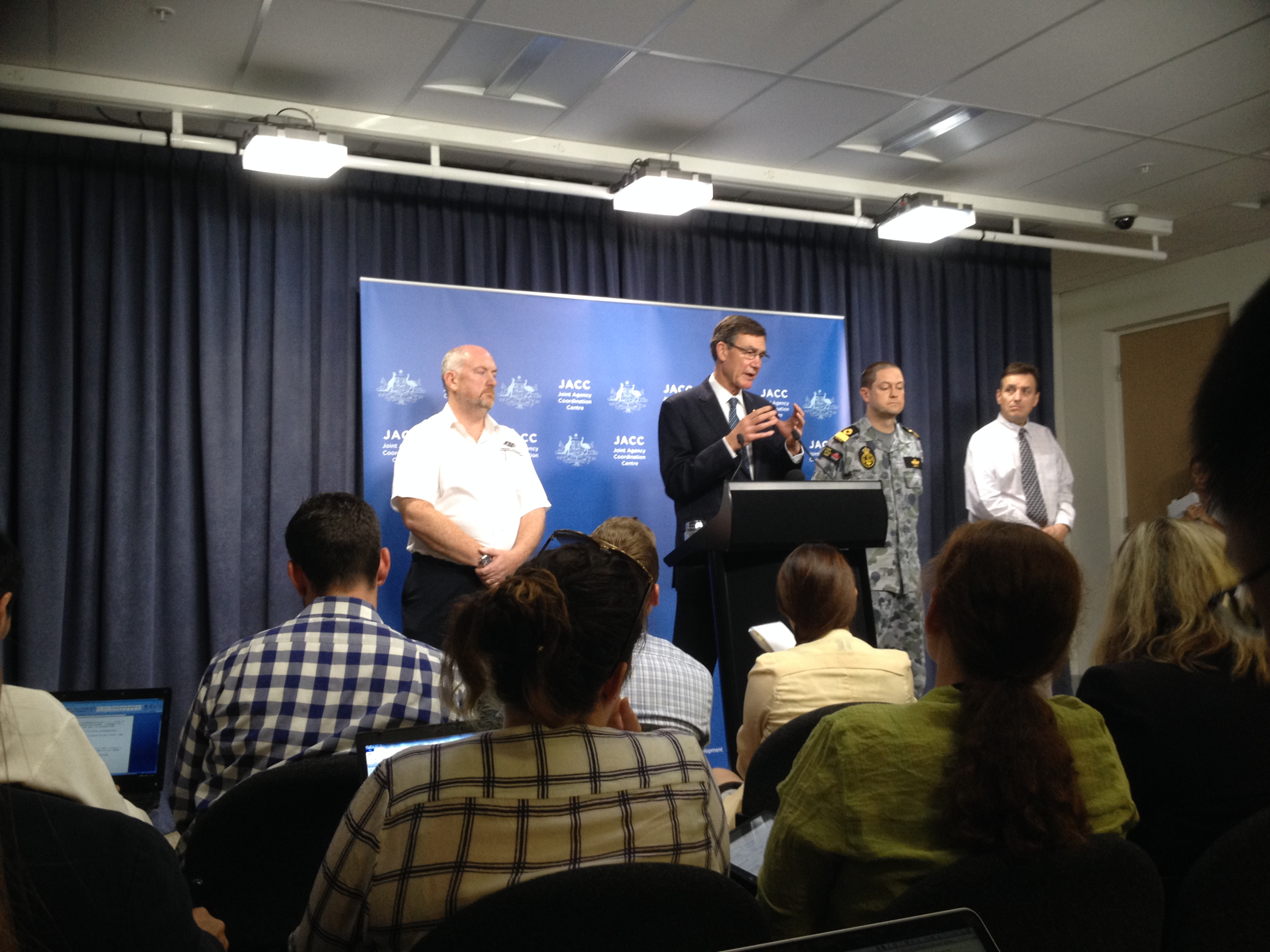
أنجوس هيوستن يتحدث في المؤتمر الصحفي الذي عقده مركز تنسيق الوكالات المشتركة، بيرث، 14 أبريل 2014

مركز تنسيق الإنقاذ هي منشأة بحث وإنقاذ أساسية في بلد يعمل بها موظفون مشرفون ومجهزة للتنسيق والتحكم في عمليات البحث والإنقاذ. مركز تنسيق الإنقاذ هي المسؤولة عن منطقة جغرافية، تُعرف باسم «منطقة مسؤولية البحث والإنقاذ». تم تعيين المنطقة من قبل المنظمة البحرية الدولية ومنظمة الطيران المدني الدولي. يتم تشغيل المراكز التنسيقية الإقليمية من جانب واحد من قبل أفراد من خدمة عسكرية واحدة (مثل القوات الجوية أو البحرية) أو خدمة مدنية واحدة (مثل قوة الشرطة الوطنية أو خفر السواحل).

## الأنواع
يعد مركز تنسيق الإنقاذ المشترك أو مركز تنسيق الإنقاذ نوعًا خاصًا من مراكز قيادة منطقة مسؤولية البحث والإنقاذ، التي يتم تشغيلها بواسطة أفراد من عدة خدمات عسكرية أو خدمات مدنية أو مجموعة من الخدمات العسكرية أو المدنية. ويعد المركز الفرعي للإنقاذ البحري نوعًا خاصًا من منطقة مسؤولية البحث والإنقاذ مخصص حصريًا لتنظيم البحث والإنقاذ في بيئة بحرية.

## التطبيقات
- الولايات المتحدة: خفر السواحل الأمريكي والقوات الجوية الأمريكية شركاء في مراكز تنسيق الإنقاذ المشتركة بموجب خطة البحث والإنقاذ الوطنية.[2]
- كندا: خفر السواحل الكندي والقوات الكندية للبحث والإنقاذ (القوات الجوية الملكية الكندية والبحرية الملكية الكندية) شركاء في مراكز تنسيق الإنقاذ المشترك، يقوم المركز بتشغيل المراكز الفرعية للإنقاذ البحري لتفريغ العمل من مركز تنسيق الإنقاذ المشترك.

## المراكز العالمية

### أوروبا
- مركز تنسيق الإنقاذ المشترك لجنوب النرويج، سولا النرويج.
- مركز الإنقاذ المشترك جوتنبرج، جوتنبرج السويد.
- مركز تنسيق الإنقاذ المشترك دن هيلدر، دن هيلدر هولندا.

### أفريقيا
- هيئة السلامة البحرية، جنوب إفريقيا.

### آسيا
- مركز تنسيق الإنقاذ البحري، هونج كونج.

### أوقيانوسيا
- مركز تنسيق الإنقاذ المشترك هونولولو.

مركز تنسيق الإنقاذ المشترك التابع لسلطة السلامة البحرية الأسترالية، كانبيرا أستراليا.
- مركز أوكلاند للإنقاذ البحري، أوكلاند نيوزيلندا.

### أمريكا الشمالية
- مركز تنسيق الإنقاذ الجوي.
- مركز تنسيق الإنقاذ بالقوات الجوية، الولايات المتحدة.
- مركز تنسيق الإنقاذ المشترك في فيكتوريا، فيكتوريا كندا.
- مركز تنسيق الإنقاذ المشترك هاليفاكس، هاليفاكس كندا.
- مركز تنسيق الإنقاذ المشترك ترينتون، أسترا كندا.